# Campionati del mondo di atletica leggera 2022 - 400 metri ostacoli femminili
La specialità dei 400 metri ostacoli femminili dei campionati del mondo di atletica leggera 2022 si è svolta tra il 19 e il 22 luglio all'Hayward Field di Eugene, negli Stati Uniti d'America.

## Podio
| Pos.    | Atleta            | Nazionalità | Tempo |
| ------- | ----------------- | ----------- | ----- |
| Oro     | Sydney McLaughlin | Stati Uniti | 50"68 |
| Argento | Femke Bol         | Paesi Bassi | 52"27 |
| Bronzo  | Dalilah Muhammad  | Stati Uniti | 53"13 |

## Situazione pre-gara

### Record
Prima di questa competizione, il record del mondo (RM) e il record dei campionati (RC) erano i seguenti.
| Record                | Prestazione | Atleta                        | Data                               | Competizione  |
| --------------------- | ----------- | ----------------------------- | ---------------------------------- | ------------- |
| Record mondiale       | 51"41       | Sydney McLaughlin Stati Uniti | 25 giugno 2022 Eugene, Stati Uniti |               |
| Record dei campionati | 52"16       | Dalilah Muhammad Stati Uniti  | 4 ottobre 2019 Doha, Qatar         | Mondiali 2019 |

### Campioni in carica
I campioni in carica a livello mondiale e olimpico erano:
| Campione | Atleta                        | Prestazione | Data                          | Competizione         |
| -------- | ----------------------------- | ----------- | ----------------------------- | -------------------- |
| Olimpico | Sydney McLaughlin Stati Uniti | 51"46       | 4 agosto 2021 Tokyo, Giappone | Giochi olimpici 2021 |
| Mondiale | Dalilah Muhammad Stati Uniti  | 52"16       | 4 ottobre 2019 Doha, Qatar    | Mondiali 2019        |

### La stagione
Prima di questa gara, gli atleti con le migliori tre prestazioni dell'anno erano:
| Pos. | Atleta                        | Prestazione | Data                                         |
| ---- | ----------------------------- | ----------- | -------------------------------------------- |
| 1    | Sydney McLaughlin Stati Uniti | 51"41       | 25 giugno 2022 Eugene, Stati Uniti d'America |
| 2    | Femke Bol Paesi Bassi         | 52"27       | 26 giugno 2022 Stoccolma, Svezia             |
| 3    | Britton Wilson Stati Uniti    | 53"08       | 25 giugno 2022 Eugene, Stati Uniti d'America |

## Risultati

### Batterie
Le prime 4 di ogni batteria (Q) e i 4 tempi migliori tra le escluse (q) si qualificano alle semifinali.
| Pos. | Batteria | Atleta             | Nazionalità    | Tempo | Note                                     |
| ---- | -------- | ------------------ | -------------- | ----- | ---------------------------------------- |
| 1    | 3        | Femke Bol          | Paesi Bassi    | 53"90 | Q                                        |
| 2    | 1        | Sydney McLaughlin  | Stati Uniti    | 53"95 | Q                                        |
| 3    | 4        | Dalilah Muhammad   | Stati Uniti    | 54"45 | Q                                        |
| 4    | 2        | Janieve Russell    | Giamaica       | 54"52 | Q                                        |
| 5    | 5        | Britton Wilson     | Stati Uniti    | 54"54 | Q                                        |
| 6    | 5        | Ayomide Folorunso  | Italia         | 54"69 | Q                                        |
| 7    | 5        | Amalie Iuel        | Norvegia       | 54"70 | Q                                        |
| 8    | 2        | Shamier Little     | Stati Uniti    | 54"77 | Q                                        |
| 9    | 4        | Shiann Salmon      | Giamaica       | 54"91 | Q                                        |
| 10   | 1        | Anna Ryžykova      | Ucraina        | 54"93 | Q                                        |
| 11   | 2        | Viivi Lehikoinen   | Finlandia      | 54"95 | Q                                        |
| 12   | 5        | Rushell Clayton    | Giamaica       | 54"99 | Q                                        |
| 13   | 3        | Zenéy van der Walt | Sudafrica      | 55"05 | Q                                        |
| 14   | 1        | Sara Gallego       | Spagna         | 55"09 | Q                                        |
| 15   | 3        | Gianna Woodruff    | Panama         | 55"21 | Q                                        |
| 16   | 2        | Viktoriya Tkachuk  | Ucraina        | 55"27 | Q                                        |
| 17   | 1        | Paulien Couckuyt   | Belgio         | 55"42 | Q                                        |
| 18   | 3        | Jessie Knight      | Regno Unito    | 55"48 | Q                                        |
| 19   | 3        | Rebecca Sartori    | Italia         | 55"72 | q                                        |
| 20   | 2        | Portia Bing        | Nuova Zelanda  | 55"72 | q                                        |
| 21   | 4        | Sarah Carli        | Australia      | 55"89 | Q                                        |
| 22   | 1        | Yasmin Giger       | Svizzera       | 55"90 | q                                        |
| 23   | 2        | Linda Olivieri     | Italia         | 56"09 | q                                        |
| 24   | 5        | Carolina Krafzik   | Germania       | 56"24 |                                          |
| 25   | 4        | Melissa Gonzalez   | Colombia       | 56"24 | Q                                        |
| 26   | 1        | Grace Claxton      | Porto Rico     | 56"40 |                                          |
| 27   | 5        | Taylon Bieldt      | Sudafrica      | 56"67 |                                          |
| 28   | 4        | Kristiina Halonen  | Finlandia      | 56"68 | Miglior prestazione personale            |
| 29   | 2        | Aminat Jamal       | Bahrein        | 56"78 | Miglior prestazione personale stagionale |
| 30   | 5        | Vera Barbosa       | Portogallo     | 56"79 |                                          |
| 31   | 4        | Mo Jiadie          | Cina           | 57"01 |                                          |
| 32   | 4        | Agata Zupin        | Slovenia       | 57"12 |                                          |
| 33   | 4        | Lina Nielsen       | Regno Unito    | 57"42 |                                          |
| 34   | 2        | Yanique Haye-Smith | Turks e Caicos | 57"99 |                                          |
| 35   | 3        | Quách Thị Lan      | Vietnam        | 58"84 |                                          |
| 36   | 1        | Chayenne Da Silva  | Brasile        | 59"46 |                                          |
|      | 3        | Daniela Ledecká    | Slovacchia     | dnf   |                                          |

### Semifinali
I primi 2 di ogni semifinale (Q) e i 2 tempi migliori tra gli esclusi (q) si qualificano alla finale.
| Pos. | Batteria | Atleta             | Nazionalità   | Tempo | Note                                     |
| ---- | -------- | ------------------ | ------------- | ----- | ---------------------------------------- |
| 1    | 3        | Sydney McLaughlin  | Stati Uniti   | 52"17 | Q                                        |
| 2    | 2        | Femke Bol          | Paesi Bassi   | 52"84 | Q                                        |
| 3    | 1        | Dalilah Muhammad   | Stati Uniti   | 53"28 | Q                                        |
| 4    | 2        | Shamier Little     | Stati Uniti   | 53"61 | Q                                        |
| 5    | 2        | Rushell Clayton    | Giamaica      | 53"63 | q                                        |
| 6    | 3        | Gianna Woodruff    | Panama        | 53"69 | Q                                        |
| 7    | 2        | Britton Wilson     | Stati Uniti   | 53"72 | q                                        |
| 8    | 3        | Shiann Salmon      | Giamaica      | 54"16 |                                          |
| 9    | 3        | Viktoriya Tkachuk  | Ucraina       | 54"24 | Miglior prestazione personale stagionale |
| 10   | 3        | Ayomide Folorunso  | Italia        | 54"34 | Record nazionale                         |
| 11   | 2        | Sara Gallego       | Spagna        | 54"49 |                                          |
| 12   | 1        | Anna Ryžykova      | Ucraina       | 54"51 | Q                                        |
| 13   | 2        | Viivi Lehikoinen   | Finlandia     | 54"60 | Record nazionale                         |
| 14   | 1        | Janieve Russell    | Giamaica      | 54"66 |                                          |
| 15   | 3        | Amalie Iuel        | Norvegia      | 54"81 |                                          |
| 16   | 1        | Zenéy van der Walt | Sudafrica     | 54"81 | Miglior prestazione personale            |
| 17   | 3        | Melissa Gonzalez   | Colombia      | 55"13 |                                          |
| 18   | 2        | Jessie Knight      | Regno Unito   | 55"39 |                                          |
| 19   | 1        | Paulien Couckuyt   | Belgio        | 55"42 |                                          |
| 20   | 1        | Portia Bing        | Nuova Zelanda | 55"53 |                                          |
| 21   | 1        | Sarah Carli        | Australia     | 55"57 | Miglior prestazione personale stagionale |
| 22   | 1        | Rebecca Sartori    | Italia        | 55"90 |                                          |
| 23   | 2        | Linda Olivieri     | Italia        | 56"04 |                                          |
| 24   | 3        | Yasmin Giger       | Svizzera      | 56"31 |                                          |

### Finale
| Pos.    | Atleta            | Nazionalità | Tempo | Note                                     |
| ------- | ----------------- | ----------- | ----- | ---------------------------------------- |
| Oro     | Sydney McLaughlin | Stati Uniti | 50"68 | Record mondiale                          |
| Argento | Femke Bol         | Paesi Bassi | 52"27 | Miglior prestazione personale stagionale |
| Bronzo  | Dalilah Muhammad  | Stati Uniti | 53"13 | Miglior prestazione personale stagionale |
| 4       | Shamier Little    | Stati Uniti | 53"76 |                                          |
| 5       | Britton Wilson    | Stati Uniti | 54"02 |                                          |
| 6       | Rushell Clayton   | Giamaica    | 54"36 |                                          |
| 7       | Gianna Woodruff   | Panama      | 54"75 |                                          |
| 8       | Anna Ryžykova     | Ucraina     | 54"93 |                                          |